# Shichimi

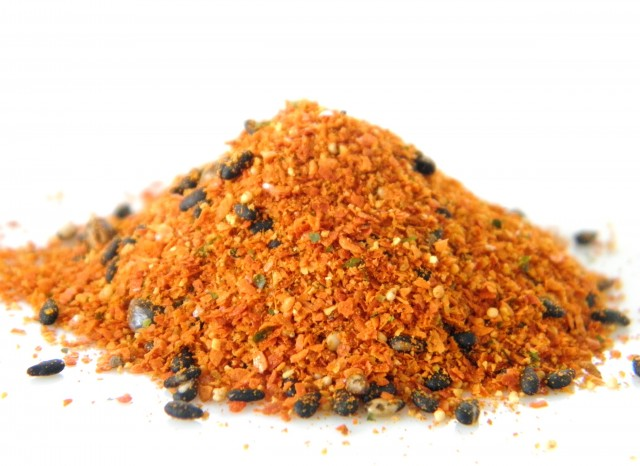
Shichimi tōgarashi

Shichimi tōgarashi oder kurz shichimi (jap. 七味唐辛子, wörtl. „Sieben-Gewürz-Chilipfeffer“) ist eine gebräuchliche japanische Gewürzmischung aus 7 Zutaten. Außerhalb Japans ist es auch als Nanami Tōgarashi bekannt. Shichimi sollte von Ichimi Tōgarashi unterschieden werden, was einfach gemahlenen Chilipfeffer bezeichnet.
Die Hauptzutat sind grob gemahlene rote Chilischoten, die gewöhnlich mit den folgenden Zutaten ergänzt werden:
- Mandarinenschale
- Sesamsamen
- Mohnsamen
- Hanfsamen
- Nori oder Aonori
- gemahlener sansho (Szechuanpfeffer)

Einige Rezepte ersetzen oder ergänzen die Zutaten mit Yuzu-Schale, Rapssamen, Ingwer oder Shiso.
Ursprünglich wurde die Mischung von Kräuterhändlern in Edo hergestellt und wird daher auch manchmal nach dem Herkunftsort als Yagenbori (薬研堀) bezeichnet. Heute sind einige Läden bei Tempeln wie dem Zenkoji in Nagano und dem Kiyomizudera in Kyōto dafür in Japan bekannt.
Es wird oft als Suppengewürz verwendet, z. B. in der Misosuppe mit Schweinefleisch, aber auch auf Nudeln und Gyūdon. Einige Reisprodukte wie Reiskuchen, Agemochi und geröstete Senbei verwenden es auch als Gewürz.